# Wetterleuchten am Dachstein
Pour plus de détails, voir Fiche technique et Distribution.
Wetterleuchten am Dachstein (littéralement : Éclairs de foudre sur le Dachstein) est un film germano-autrichien réalisé par Anton Kutter, sorti en 1953.
Il s'agit d'une adaptation de la pièce Die kleine Passion d'Elmire Koref (de), créée à Linz le 1er avril 1948.

## Fiche technique
- Titre : Wetterleuchten am Dachstein
- Titre alternatif : Die Herrin vom Salzerhof
- Titre anglophone (États-Unis) : Dark Clouds Over the Dachstein
- Réalisation Anton Kutter
- Scénario : Anton Kutter, d'après la pièce Die kleine Passion d'Elmire Koref (de)
- Photographie : Josef Kirzeder (de), Gustav Weiss (de)
- Montage : Anton Kutter
- Musique : Herbert Jarczyk (de)
- Direction artistique : Karlheinz Simonsberger
- Décors : Karlheinz Simonsberger
- Costumes :
- Son :
- Producteur : Anton Kutter
- Producteurs exécutifs : Kurt Hammer, Adam Napoleon Schneider
- Directeur de production : Josef Lebzelter
- Société de production : Süddeutsche Film-Produktion GmbH (Munich), Telos-Filmgesellschaft (Vienne)
- Société de distribution : Adler-Film (Allemagne, partie nord), Kopp-Filmverleih (Allemagne, partie sud), Union Film (Autriche)
- Pays d'origine :  Allemagne de l'Ouest |  Autriche
- Langue : Allemand
- Métrage : 2 899 mètres
- Format : Noir et blanc — 35 mm — 1,37:1 — Son : Mono
- Genre : Film dramatique
- Durée : 107 minutes
- Dates de sortie :
  -  Allemagne de l'Ouest : 23 janvier 1953
  -  Autriche : 20 mars 1953

## Distribution
- Gisela Fackeldey (de) : Jutta, la dame du Salzerhof
- Marianne Koch : Christl, la plus jeune femme de ménage
- Jutta Bornemann (de) : Cilly, la femme de chambre
- Eduard Köck (de) : le berger, dit « tyrolien »
- Pero Alexander (de) : Hannes Kähls von Kählsberg, le contremaître
- Hans Hais
- Etta Werner
- Otto Glaser
- Harry Kupetz (de)
- Hans Loitzl : Peter
- Hans Brand
- Lucia Maierl
- Margarethe Jandl
- Oskar Hillbrand
- Lothar Burmester

## À noter
- Les prises de vue extérieures ont été réalisées en 1952 sur les lieux d'origine de l'action, dans le land de Styrie en Autriche, sur le massif du Dachstein et le massif du Salzkammergut.
- Les prises de vue intérieures ont été effectuées dans un studio de fortune installé l'Hôtel Wasnerin à Bad Aussee, dans des décors conçus par Karlheinz Simonsberger.